# Pterolophia kanoi
Pterolophia kanoi là một loài bọ cánh cứng trong họ Cerambycidae.